# A három sárkány
A három sárkány Hunyady Sándor 1935-ben írt drámája. 
A színpadi megjelenések számát tekintve ez a darab a népszerűbb Hunyady-művek közé sorolható: a vígszínházi ősbemutatón kívül többször rendezték meg. Ennek oka a könnyed szórakoztató hangnem és a három idősebb színésznőnek felkínálható szerep lehetett.

## Előadások
Az 1935. február 16-i premier szereposztása a következő volt: Rajnai Gábor (Id. Csaholyi Balázs), Jávor Pál (Ifj. Csaholyi Balázs), Titkos Ilona (Anna), Góthné Kertész Ella, Vágóné Margit, Zala Karola (sárkányok).
Az 1936-ban készült, Vajda László által rendezett Három sárkány című film a fentiek közül csak Rajnai Gábort vette át, a két további főszerepet Juhász József és Lázár Anna játszotta.
Veszprémben 1984-ben Szakonyi Károly átiratában játszották, az Újpesti Színházban 1993-ban pedig Pécsi Ildikó átdolgozásában. Ez utóbbi előadásban Farkas Bálint (Id. Csaholyi), Tihanyi-Tóth Csaba (Ifj. Csaholyi), Fehér Anna (Anna) és Pécsi Ildikó (egyik sárkány) játszották a főbb szerepeket. 
2012. március 23-án a Szigligeti Színház adta elő a darabot Csiszár Imre rendezésében. Az idősebb és ifjabb Csaholyi Balázst Mihályi Győző illetve Dósa Mátyás alakította, Anna szerepében Radó Denise lépett fel, a „sárkányok” Császár Gyöngyi, Lugosi Claudia és Gombos Judit voltak.

## Cselekménye
Id. Csaholyi Balázs három nővérével él egy pompás vidéki házban. A férfi igen hajlamos a költekezésre és a felelőtlen életmódra, ezért a három nővér szigorú felügyelet alatt tartja: nagy szeretettel bár, de minden lépését figyelik, s állandóan nevelik. A család nagy bánatára Csaholyi fia, ifj. Csaholyi is apja útjára tért: pesti joghallgatóként hatalmas vagyont vert el, s most öngyilkossággal fenyegetőzik, ha nővérei nem segítik ki. Ijesztő híreket kapnak még egy színésznőről is, aki elcsavarta a fiú fejét. Mivel a három idős asszony nem szívesen vállalkozik a hosszú útra, félve is inkább fivérükre bízzák az ügy elintézését.
Id. Csaholyi felutazván Pestre fia keresésére indul, de nem megmenteni akarja, inkább csatlakozni kíván hozzá, s a szoros pórázt meglazítva tíz év után először mulatni, pénzt szórni, részegeskedni, s ezt a tervét Pesten töltött első féktelen estéjén tökéletesen végrehajtja. Ifj. Csaholyi bevallja apjának, hogy képtelen a pesti életre, jobb szeretne falun élni, álló nap csak a gazdaság fejlesztésén jár az esze, no meg Annán, a színésznőn. Amikor apjának bemutatja a nőt, hamar kiderül, hogy nemcsak ifj. Csaholyi, Anna sem olyan rettenetes teremtés: a színésznő csak falusi származása miatt barátkozik a fiúval, s semmilyen ajándékot vagy pénzt nem fogad el tőle. Az idősebb férfi duhajsága ellenére is igen jó benyomást tesz Annára.
Három hét telik el, apa és fia kifogytak a nővérektől kapott pénzből, egymás ruháit adják zaciba, s jóhiszemű falusiaktól kéregetnek az utcán. Mivel id. Csaholyinak két nap után haza kellett volna térnie, retteg nővéreitől, így amikor azok betoppannak a pesti legénylakásba, a két férfi kiugrik a földszinti lakás ablakán. Amikor a nők felbontatlan leveleik mellett a színésznő portréjára találnak, biztosak benne, hogy Anna rontotta meg a drága jámbor férfiakat. 
A két Csaholyi így Annánál sem lehet biztonságban, éppen csak bevallják a nővérekkel szemben elkövetett bűneiket a színésznőnek, amikor a sárkányok ide is megérkeznek. A reszkető férfiak helyett Anna beszél a nővérekkel, s a fortyogó indulatokat hamar lehűti kedves, egyszerű modorával, szimpatikus, falusi elveivel. Meggyőzi a nővéreket, hogy csak hagyni kell a férfiakat érvényesülni, dolgozni a gazdaságban, amire úgyis vágynak, s már rögtön nem fog lumpoláson járni az eszük. Ifj. Csaholyi még tesz egy utolsó menekülési kísérletet: megkéri Anna kezét, ám az büszkén visszautasítja, s a felelőtlen költekezésről kemény igazságokat vág a fiú fejéhez. A nővéreknek titkon bevallja, hogy a valódi visszautasítás oka nem ez volt, hanem az igazi szerelem hiánya, amit csak az id. Csaholyi felől érez.
A nővérek nem sokkal később estély rendeznek Anna tiszteletére, ahol a színésznő a falusi társaságot is elbűvöli közvetlenségével. Ezen az estén Anna nagy elhatározásra jut: életét immár itt, falun szeretné folytatni, s a nővérek gazdálkodásába beszállva egy modern tehenészet létrehozásáról ábrándozik. A nővérek örülnek a tervnek, bár nem cégtársként, hanem családtagként szeretnék inkább látni Annát. A nő megkéri id. Csaholyi kezét a nővérektől, akik örömmel adják. A férfi boldogan jegyzi el „negyedik sárkányát”, s ifj. Csaholyi is rátalál párjára unokahúga személyében.